# Люк Люикс
Люк Люикс (Luc Luycx) е белгийски дизайнер, който разработва дизайна на общите страни на евромонетите.
Люикс е компютърен инженер и понастоящем живее в Дендермонде, Белгия. През 1996 г. разработва дизайна на евромонетите. Неговият знак е отбелязан на всяка евромонета във вид на две преплетени букви L.